# Brazda lui Novac
La cosiddetta Brazdă lui Novac ("solco di Novac" in romeno) fu un sistema di fortificazioni romane iniziato da Costantino I nella prima metà del IV secolo, dopo che si era ormai consumato l'abbandono definitivo della provincia romana di Dacia sotto Aureliano (271 circa).

## Storia
Sembra che Costantino I, nato in Dacia Aureliana, dopo aver assunto il titolo di Dacicus per i successi ottenuti a nord del Danubio, abbia iniziato la ristrutturazione di tutta una serie di ponti danubiani della ex-Dacia Traiana, oltre alla costruzione di un vallum a nord del Danubio, in Oltenia e parti della pianura valacca occidentale, a sud del quale i territori furono occupati e posti sotto il dominio romano. Tale sistema di fortificazioni viene detto in romeno Brazda lui Novac ("solco di Novac"). Esso fu costruito tra il 330 ed il 340 ed a più riprese ristrutturato fino ai tempi dell'imperatore bizantino del VI secolo Giustiniano.